# France Industrie
France Industrie (in italiano: Francia Industria), è la confederazione di parte datoriale che raggruppa tutte le federazioni di settore dell'industria francese. È stata fondata nel 2018. La sua omologa italiana è Confindustria.

## Presidenti
- 2018–2020: Philippe Varin
- 2020-?: Alexandre Saubot[4]